# SNAPC1
La subunidad 1 del complejo activador de ARNsn (SNAPC1) es una proteína codificada en humanos por el gen SNAPC1.

## Interacciones
La proteína SNAPC1 ha demostrado ser capaz de interaccionar con:
- SNAPC4[3]
- SNAPC3[4][3]
- Proteína del retinoblastoma[5]